# Киселёв, Николай Андреевич
Никола́й Андре́евич Киселёв (5 октября 1928, Москва — 17 сентября 2016) — советский и российский биофизик, член-корреспондент АН СССР (1979), член-корреспондент РАН (1991). Специалист в области электронной микроскопии биологических макромолекул.

## Биография
В 1941—1942 гг. был рабочим одного из московских предприятий. В 1948 г. окончил с отличием автомобильное отделение техникума, в 1955 г. окончил МИФИ. Его дипломная работа была посвящена разработке дилатометра с ёмкостным датчиком.
После получения высшего образования некоторое время работал в Институте металлургии имени А. А. Байкова и затем переходит в Лабораторию измерительных приборов (впоследствии — Институт атомной энергии имени И. В. Курчатова), где занимался разработкой ядерных реакторов для самолётов и ракет. Затем переходит в Институте кристаллографии им. А. В. Шубникова: младший и старший научный сотрудник, заведующий лабораторией, позднее сектором. 
Специалист в области исследования структуры белков, нуклеиновых кислот, вирусов и рибосом методом электронной микроскопии высокого разрешения, автор более 300 научных публикаций в отечественных и зарубежных журналах. Им установлена четвертичная структура многих белков, структура нескольких вирусов, найдены новые формы кристаллизации белков, внесён существенный вклад в исследования структуры рибосом. 
Автор научных работ по электронной микроскопии и методам обработки изображений биологических макромолекул (нуклеиновых кислот, белков). Вместе с А. С. Спириным исследовал структуру важнейших клеточных частиц — рибосом, с Н. М. Эммануэлем — радиационные повреждения ДНК, а с Л. Л. Киселёвым — получил первые микрофотографии транспортной РНК.
Доктор биологических наук (1964). Член-корреспондент РАН (1979).
После научной стажировки в Лаборатории молекулярной биологии в Кембридже продолжил исследования в области четвертичной структуры белков, наладил обработку электронно-микроскопических изображений. Была установлена четвертичная структура примерно 15 белков, исследована тонкая структура рибосом. Совместно с кембриджской лабораторией занимался изучением структуры вируса гепатита В. 
В конце 1980-х гг. занимался исследованиями объектов физики твёрдого тела. Совместно с коллегами получил принципиально новые данные по ориентационной зависимости структуры границ зёрен в би-кристаллах, была установлена структура джозефсоновских соединений. Впервые предложил детальную кристаллографическую характеристику кремниевых острий. В 1986 г. за цикл работ «Структурные основы биосинтеза белка на рибосомах» в составе коллектива авторов удостоен Государственной премии СССР. 
В 1990-е гг. занимался исследованиями различных типов углеродных нанотрубок, им были открыты и исследованы нанокомпозиты на их основе. Это позволило перейти к исследованию полевых эмиттеров, созданию рентгеновских микротрубок. Занимался изучением нанокомпозита «одномерный кристалл — одностенная нанотрубка». С 1996 г. возглавлял Совет РАН по электронной микроскопии.
Под его руководством выполнены и защищены 18 кандидатских и докторских диссертаций. 
Являлся почётным членом британского Королевского микроскопического общества. 
Похоронен на Новодевичьем кладбище, место 2-7-20.

## Награды и звания
Лауреат Государственной премии СССР (1986) за цикл работ «Структурные основы биосинтеза белка на рибосомах» (1962—1984, в соавторстве).
Медаль ордена «За заслуги перед Отечеством» II степени (4 июня 1999 года) — за большой вклад в развитие отечественной науки, подготовку высококвалифицированных кадров и в связи с 275-летием Российской академии наук

## Из библиографии
- Киселёв, Н. А. Электронная микроскопия биологических макромолекул / Акад. наук СССР. Ин-т кристаллографии. Ин-т биохимии им. А. Н. Баха. — Москва : Наука, 1965. — 147 с., 16 л. ил. : ил.; 21 см.

### Научно-популярная
- В поисках двойной спирали: трое мужчин и одна женщина / Николай Киселёв. — Москва : Аграф, 2016. — 157, [1] с., [8] л. ил., портр., цв. ил., портр. : ил., табл.; 21 см; ISBN 978-5-7784-0474-8 : 1000 экз.
  - В поисках двойной спирали: трое мужчин и одна женщина / Николай Киселёв. — Изд. 2-е, доп. — Москва : АГРАФ, 2016. — 172, [1] с., [8] л. ил., цв. ил. : ил.; 21 см; ISBN 978-5-7784-0462-5 : 1000 экз.